# سرود ملی موناکو
سرود مونه‌گاسک (Hymne Monégasque) سرود ملی کشور موناکو است که در سال ۱۸۴۸ رسمیت یافت.

## متن سرود
متن رسمی:
| سرود ملی موناکو | |
| متن به موناکویی | برگردان به فارسی |
| Oilà cü ne toca ! Oilà cü ne garda ! Fò che cadün sace ben aiço d'aiçì Despœi tugiù sciü d'u nostru paise Se ride au ventu u meme pavayun Despœi tugiù a curù russa e gianca E stà r'emblema d'a nostra libertà ! Grandi e piciui r'an tugiù respetà! Amu avüu sempre r'a meme tradiçiun ; Amu avüu sempre r'a meme religiun ; Amu avüu per u nostru unù I meme Principi tugiù E düsciün nun purà ne fa sciangià Tantu ch'au cielu u suriyu lüjerà ; Diu n'agiüterà E mai düsciün nun purà ne fa scangià Düsciün Nun sëmu pa gaïre, Ma defendemu tüti a nostra tradiçiun ; Nun sëmu pa forti, Ma se Diu vœ n'agiüterà! Oilà cü ne toca ! Oilà cü ne garda ! Fo che cadün sace ben ailo d'ailì | درودی بر همسایگان! درود به آنانی که ما را می‌نگرند! این را به‌یاد بسپارید: برای همیشه، یک پرچم است که شادمانه در باد بر فراز کشور ما در اهتزاز می‌ماند برای همیشه، رنگ‌های سرخ و سپید نمادهای آزادی مایند پیر و جوان هماره به آن ارج نهاده‌اند ما همیشه پیرو یک سنتیم و همیشه یک دین را تکریم می‌کنیم بر این می‌بالیم که همواره یک شاهزاده داشته‌ایم و هیچ‌کس ما را به راهی دیگر وا نخواهد داشت تا روزی که خورشید در آسمان می‌درخشد خداوند یاور ماست و هیچ‌کس هیچ‌گاه قادر نخواهد بود ما را تغییر دهد هیچ‌کس شمارمان زیاد نیست اما همگی سنت خود را پاس می‌داریم چندان نیرومند نیستیم اما اگر خدا خواهد، یاریمان خواهد نمود درودی بر همسایگان! درود به آنانی که ما را می‌نگرند! همه از این آگاه باشید. |